# Vitrinella hemphilli
Vitrinella hemphilli är en snäckart som beskrevs av Vanatta 1913. Vitrinella hemphilli ingår i släktet Vitrinella och familjen Vitrinellidae. Inga underarter finns listade i Catalogue of Life.